# Эшторил (автодром)
Автодром Эштори́л (порт. Autódromo do Estoril) — гоночная трасса, расположенная в Португалии, на которой проводился Гран-при Португалии в 1984—1996 годах. Официальное название — Autódromo Fernanda Pires da Silva.
Автодром Эшторил построен в 1972 году на горном плато недалеко от города Эшторил. Трасса состоит из длинной прямой и двух периодически изменяемых комплексов поворотов (по конфигурации автодром напоминает трассу Каталунья).
В первые годы после открытия на автодроме проводились клубные гонки и соревнования в классе «Формула-2». Но в 1984 году официальные Гран-при «Формулы-1» вернулись в Португалию именно на автодром Эшторил. В первом же после перерыва португальском этапе, завершающем чемпионат, решилась судьба чемпионского титула — Ален Прост выиграл гонку, но уступил пол-очка в чемпионате Ники Лауде.
В 1996 году Эшторил провёл последний Гран-при «первой Формулы», так как организаторы не смогли решить проблемы с возросшими требованиями безопасности.
В 1995, 1996 на трассе проходили выездные этапы ITC, а после возрождения, в 2004 г. здесь проходил этап ДТМ.
На данный момент на автодроме проводится множество гонок в младших формулах и соревнования MotoGP. В 2005 году на Эшториле был проведён этап Серии A1, выигранный командой Франции.

## Победители Гран-при Португалии на трассе Эшторил
| Сезон | Пилот            | Конструктор      | Отчёт |
| ----- | ---------------- | ---------------- | ----- |
| 1996  | Жак Вильнёв      | Williams-Renault | Отчёт |
| 1995  | Дэвид Култхард   | Williams-Renault | Отчёт |
| 1994  | Деймон Хилл      | Williams-Renault | Отчёт |
| 1993  | Михаэль Шумахер  | Benetton-Ford    | Отчёт |
| 1992  | Найджел Мэнселл  | Williams-Renault | Отчёт |
| 1991  | Риккардо Патрезе | Williams-Renault | Отчёт |
| 1990  | Найджел Мэнселл  | Ferrari          | Отчёт |
| 1989  | Герхард Бергер   | Ferrari          | Отчёт |
| 1988  | Ален Прост       | McLaren-Honda    | Отчёт |
| 1987  | Ален Прост       | McLaren-TAG      | Отчёт |
| 1986  | Найджел Мэнселл  | Williams-Honda   | Отчёт |
| 1985  | Айртон Сенна     | Lotus-Renault    | Отчёт |
| 1984  | Ален Прост       | McLaren-TAG      | Отчёт |